# Adobe Device Central
Adobe Device Centralは、アドビが販売しているいくつかの製品に付属するソフトウェアである。単品では発売されていない。

## 概要
PC上で携帯電話のシミュレーションを行うためのソフトであり、FlashPlayerのエミュレーションモードを備えている。プロファイルと呼ばれる各携帯電話のスペック情報（CPU、解像度、カメラの有無など）をまとめたファイルを読み込むことで、多数の携帯電話をシミュレーションできる。CPUのエミュレーションも行うことで、これまでPC上では確認できなかった携帯電話でのFlashコンテンツの動作を確認することが可能である。CS5からスマートフォンに対応し、フリックなどの操作にも対応している

## バージョンと発売年月
- Adobe Device Central CS3(1) (2007年5月 日本語版発表）
- Adobe Device Central CS4(2) (2008年11月 日本語版発表）
- Adobe Device Central CS5(3) (2010年5月 日本語版発表）